# Antoniette Duclaire
Antoinette Duclaire (31 de octubre de 1987 - 30 de junio de 2021) fue una activista política y feminista haitiana.

## Biografía
Nacida en 1987, Duclaire estudió estudios clásicos con las Hermanas Inmaculadas de Sainte-Jeanne de Chantal y en el Collège Saint-Jean des Cayes. Luego estudió antropología y sociología en la Universidad de Estado de Haití . Después de graduarse, colaboró con Radio Télé Pacific y trabajó como presentadora de programas de radio para Radio Sans Frontière. Cofundó la revista La Repiblik  y fue miembro de fr.

### Asesinato
La noche del 29 de junio de 2021, Duclaire y el periodista Diego Charles fueron asesinados a tiros en Puerto Príncipe en un vehículo conducido por Duclaire. Fue alcanzada por siete balas y declarada muerta en la madrugada del 30 de junio. Ese día murieron otras 13 personas en Delmas. El 17 de julio se celebró una misa de réquiem en honor de Duclaire y Charles, y al día siguiente tuvo lugar en Puerto Príncipe una celebración de su vida patrocinada por Solidarité des Femmes Haïtiennes Journalistes. El último homenaje a Duclaire tuvo lugar el 19 de julio y estuvo a cargo de "Zèklè Gwoup Fanm nan Sid".